# Charles Dixon (tenisista)
Charles Percy Dixon (ur. 7 lutego 1873 w Grantham, zm. 29 kwietnia 1939 w Londynie) – brytyjski tenisista, czterokrotny medalista olimpijski, zdobywca Pucharu Davisa i późniejszy kapitan drużyny.

## Kariera tenisowa
Urodził się 7 lutego 1873 roku w Grantham (Lincolnshire), a zmarł 29 kwietnia 1939 roku w Londynie.
W 1908 roku na igrzyskach olimpijskich w Londynie zdobył pierwszy medal – brązowy – w turnieju deblowym mężczyzn na otwartym korcie w parze z Clementem Cazaletem. Cztery lata później, w Sztokholmie wywalczył trzy medale, złoty w grze mieszanej w hali w parze z Edith Hannam, srebrny w grze singlowej w hali oraz brązowy w halowym turnieju deblowym z Alfredem Beamishem.
W turniejach wielkoszlemowych odniósł trzy triumfy w grze podwójnej. W 1912 roku zwyciężył w Australasian Championships, w parze z Jamesem Parkiem. W tym samym roku triumfował na Wimbledonie, w parze z Herbertem Roperem-Barrettem, i rok później ponownie był razem z Roperem-Barrettem najlepszy na Wimbledonie. W 1914 roku para Dixon–Roper-Barrett przegrała finałowy pojedynek Wimbledonu.
W latach 1909–1913 reprezentował Wielką Brytanię w Pucharze Davisa. W 1912 roku zdobył wspólnie z drużyną trofeum, po pokonaniu w finale Australii 3:2.
W latach 1929–1932 reprezentował International Club of Great Britain w grze przeciwko Francji w turnieju w Queen’s oraz w 1932 i 1933 roku w turnieju Ateuil. Po zakończeniu kariery sędziował w turniejach juniorskich i seniorskich.

### Finały w turniejach wielkoszlemowych

#### Gra podwójna (3–1)
| Końcowy wynik | Nr | Data | Turniej                              | Nawierzchnia | Partner               | Przeciwnicy                        | Wynik finału       |
| ------------- | -- | ---- | ------------------------------------ | ------------ | --------------------- | ---------------------------------- | ------------------ |
| Zwycięzca     | 1. | 1912 | Australasian Championships, Hastings | Trawiasta    | James Parke           | Alfred Beamish Gordon Lowe         | 6:4, 6:4, 6:2      |
| Zwycięzca     | 2. | 1912 | Wimbledon, Londyn                    | Trawiasta    | Herbert Roper-Barrett | Max Décugis André Gobert           | 3:6, 6:3, 6:4, 7:5 |
| Zwycięzca     | 3. | 1913 | Wimbledon, Londyn                    | Trawiasta    | Herbert Roper-Barrett | James Parke Ethel Thomson Larcombe | 3:6, 5:3 krecz     |
| Finalista     | 1. | 1914 | Wimbledon, Londyn                    | Trawiasta    | Herbert Roper-Barrett | Norman Brookes Anthony Wilding     | 1:6, 1:6, 7:5, 6:8 |